# Who'll Stop the Rain (canción)
"Who'll Stop the Rain" es una canción escrita por John Fogerty y originalmente grabada y publicada por Creedence Clearwater Revival para su álbum de 1970, Cosmo's Factory. Con "Travelin' Band" como cara B del sencillo, fue uno de los tres sencillos de doble cara extraídos de álbum que alcanzaron los primeros puestos de la lista Billboard Hot 100 y el primero de los dos sencillos que alcanzaron el número dos de las listas de éxitos estadounidenses, junto con "Lookin' Out My Back Door". En 2004, la revista Rolling Stone la posicionó en el puesto 188 de su lista de las "500 mejores canciones de todos los tiempos".

## Historia
Líricamente, "Who'll Stop the Rain" se divide en tres versos, con un enfoque histórico, pasado reciente y tiempo presente. Los tres versos aluden a una sensación de malestar sin fin, ponderada por "buenos hombres a través de los tiempos", " Planes quinquenales y nuevos acuerdos envueltos en cadenas de oro" y la generación de Woodstock.
Musicalmente, en contraste con "Travelin 'Band", inspirada en el rock de la década de 1950, "Who'll Stop the Rain" tiene una sensación acústica cercana al folk-rock. Como muchas canciones de folk-rock, comienza con un resonante riff de guitarra acústica, aunque el acompañamiento tiene un sonido más próximo al roots rock que la aleja de las grabaciones folk más convencionales. El contexto histórico de la época en la que se publicó la canción hicieron que mucha gente la interpretara como una protesta contra la Guerra de Vietnam, con un verso final, haciendo referencia a grandes multitudes de gente tratando de mantenerse caliente, lluvia y música que habla de la experiencia de la banda en el Festival de Woodstock celebrado en agosto de 1969. 
Ciertamente, estaba hablando de Washington, cuando escribí la canción, pero recuerdo traer la versión maestra de la canción a casa y tocarla. Mi hijo Josh tenía cuatro años en ese momento, y después de escucharlo, dijo: 'Papá, detén la lluvia'. Y mi esposa y yo nos miramos y dijimos: 'Bueno, no del todo'.
John Fogerty, preguntado al respecto por la revista Rolling Stone comentó:
 
En 2007 durante un concierto en Shelburne, Vermont, dijo lo siguiente sobre la canción:
 Bueno, la siguiente canción tiene un poco de fábula a su alrededor. Mucha gente parece pensar que canté esta canción en Woodstock en aquel entonces. No. Estuve en Woodstock 1969. Creo. Fue un lindo evento. Soy un niño de California. Fui allí y vi a un montón de jóvenes muy agradables. Peludo. Vistoso. Empezó a llover, y se puso muy fangoso, ¡y luego medio millón de personas se quitaron la ropa! Supongo que la generación Boomer está dando a conocer su presencia. De todos modos, luego me fui a casa y escribí esta canción.

## Versiones
Bruce Springsteen la incorporó a su repertorio durante la gira River Tour entre 1980 y 1981, así como en la gira de 2003, Rising Tour. Springsteen y la E Street Band suelen abrir sus conciertos con "Who'll Stop the Rain" cada vez que llueve.
Cuando Creedence Clearwater Revival fueron incluidos en Salón de la Fama del Rock and Roll en 1993, Springsteen interpretó la canción junto a John Fogerty. También ha sido versionada por Rudy Rotta, Rod Stewart, Rise Against, Courtney Jaye, Garth Brooks, Dwight Yoakam, The Ventures y Vince Neil. Fue igualmente incluida en el CD/DVD de John Fogerty Premonition, de 1998. The Stereophonics la publicaron como cara B de su sencillo "Local Boy in the Photograph".
Engelbert Humperdinck incluyó una versión de "Who'll Stop the Rain" en su álbum de 2009, A Taste of Country.
Fogerty regrabó la canción para su álbum de 2013, Wrote a Song for Everyone, a dúo con Bob Seger.

## En la cultura popular

### Cine
En 1978, la canción fue usada en la película Who'll stop the Rain, protagonizada por Nick Nolte interpretando a un veterano de la Guerra de Vietnam. La película iba a titularse originalmente Dog Soldiers, pero tras adquirir los derechos para usar la canción, los productores decidieron cambiar el título. El tema también aparece en la película de 1989, Powwow Highway. Una versión lenta grabada por Courtney Jaye se incluyó en la banda sonora de December Boys. Un clip de la canción aparece en The War. "Who'll Stop the Rain" aparece citada en la novela de Haruki Murakami, "Hear the Wind Sing", que posteriormente fue llevada al cine.
Un fragmento de la canción suena en la película de 2023 We Have a Ghost¡¡.

### Anuncios comerciales
Las canciones de Creedence Clearwater Revival aparecieron en muchas películas y comerciales, en parte porque John Fogerty cedió el control legal de sus viejas grabaciones al sello discográfico de Creedence, Fantasy Records. Fogerty se opuso a lo que consideró un mal uso de su música en una entrevista en NPR:
La gente recordará a Forrest Gump y esa fue una gran película, pero no recuerdan todas las películas realmente malas en las que Fantasy Records metió la música de Creedence: comerciales de automóviles, comerciales de neumáticos. Recuerdo un anuncio de diluyente de pintura de secado rápido la canción "Who'll Stop the Rain". Oh chico. Eso es inteligente, ¿no? 

## Posicionamiento en listas
| Lista (1970)                                | Posición |
| ------------------------------------------- | -------- |
| Bélgica (Flandes) (Ultratop 50)             | 1        |
| Bélgica (Valonia) (Ultratip Bubbling Under) | 3        |
| Países Bajos (Dutch Top 40)                 | 1        |
| Estados Unidos (Billboard Hot 100)          | 2        |